# Daňatar Öwesow
Daňatar Öwesow (russisch Дангатар Ове́зов, turkmenisch Daňatar Öwezow, Даңатар Өвезов; * 19. Dezember 1910jul. / 1. Januar 1911greg. im Russischen Kaiserreich; † 5. Mai 1966 in Aschgabat, die Turkmenische SSR) war ein sowjetisch-turkmenischer Komponist und Dirigent.

## Leben
Öwesow wurde 1911 im Dorf Mülk-Jusup (russisch Мюльк-Юсуп) in der Provinz Mary Turkmenistans (damals noch Teil des russischen Reichs) geboren. 1930 schloss er eine Pädagogische Fachschule in Taschkent ab. Von 1930 bis 1935 lehrte er an Schulen dieser Stadt. Dann studierte er bei N. Timofejew am Sankt Petersburger Konservatorium. Von 1941 bis 1948 war er Hauptdirigent des Turkmenischen Nationaltheaters für Oper und Ballett. Ihm wurde 1961 der Ehrentitel „Volkskünstler der Turkmenischen SSR“ verliehen. Seine Stücke gehören zum nationalen Repertoire.

## Werke
- Şasenem we Garyp, Oper, gemeinsam mit Adrian Schaposchnikow (1944)
- Madschnūn Lailā, Oper, gemeinsam mit Juri Meitus (1946)
- Wacharman für Chor a cappella